# Comdata Group
Comdata Group è stato un gruppo industriale multinazionale operante nel settore dei servizi alle imprese (call center e contact center) nelle aree dell'assistenza clienti, della gestione dei processi di back office e di gestione del credito.
Dal 2011 il gruppo ha avviato un processo di espansione al di fuori dei confini italiani, arrivando ad essere presente in 22 Paesi. Dal 2016 è controllato per l'80% dal fondo di private equity americano Carlyle Group.

## Storia
Comdata Group nasce a Torino nel 1987 per offrire servizi di gestione e archiviazione documentale basati su tecnologia microfilm. Nel corso degli anni novanta, Comdata amplia l’offerta puntando sulla gestione elettronica dei documenti e sulla gestione dei processi di business delle imprese (settori telecomunicazioni, finanza, energia, industria). Nel 1997 Delta Progetti 2000 entra a far parte del gruppo Comdata.
Nel 2002, dalla joint venture con Olivetti Tecnost nasce Innovis, inoltre, dalla collaborazione di Comdata con Eni Group, ha origine Omnispedia Service.
Nel 2007 il gruppo dà vita a Comdata Care, nata a seguito dell’acquisizione da Vodafone della struttura di supporto alla gestione del cliente; l’acquisizione di Met Sogeda ha dato vita a Comdata Tech.
Nel 2010 nasce Comdata Eos. Il 2011 rappresenta un punto di svolta per Comdata Group, che durante quest'anno acquisisce da Santander Consumer Bank la business unit dedicata alla gestione dei servizi di back office post-vendita e post-acquisto. Nel luglio dello stesso anno apre il nuovo centro operativo Lecce 2, specializzato nelle attività di front end nel mercato delle telecomunicazioni. Sempre nel corso del 2011 Comdata acquisisce IPS e nasce Flipcall. Nel 2012, vengono fondate Comdata Argentina e Comdata Czech mentre nell'anno seguente avviene l'acquisizione di CallUs Turchia.
Dal 1 gennaio 2014 Comdata Care è stata incorporata per fusione in Comdata Spa. Dal 1 gennaio 2014 IPS è stata incorporata per fusione in Comdata Service. Nel dicembre 2014 Comdata Group acquisisce in Repubblica Ceca la società Atento Ceskà Republika AS a soli due anni dall’avvio delle proprie attività in Repubblica Ceca.
Dal 1 maggio 2015 Comdata Eos acquisisce da Infocontact il ramo di azienda situato a Rende. Nasce Comdata Net con sede a Livorno. Nel dicembre 2015 la maggioranza delle azioni di Comdata Group è stata rilevata dalla società d'investimento internazionale Carlyle e la chiusura della transazione è avvenuta nel primo quadrimestre del 2016. Alla società americana l'80% del capitale, l'altro 20% diviso tra azionisti e manager tra cui il presidente Saraval.
Nel 2016 Comdata acquisisce Grupo Digitex, attivo in Messico, Guatemala, El Salvador, Colombia, Perù, Cile, oltre che in Spagna, per sviluppare la propria presenza in Sud America e in nuovi mercati. Durante lo stesso anno, Comdata procede con una seconda acquisizione dell’intero capitale di Win Bilgi Iletism in Turchia.
Nel corso del 2017 il Gruppo rileva l’intero capitale del gruppo spagnolo Overtop, specializzato nel settore CRM Bpo, oltre alle attività di Wind Tre in Italia (spin-off). Nello stesso anno, ad agosto, rileva anche la francese Izium Group, attiva in Francia e con sedi in Marocco e Madagascar, e le sue controllate B2S, BCust, Colorado Conseil e CMS, posizionandosi tra i primi cinque operatori di settore sul mercato europeo.
Nel 2018 Comdata acquisisce la francese CCA International raddoppiando la sua presenza nel mercato francese e rafforzando la sua diversificazione geografica. Sbarca anche in Albania, chiude invece in Italia le sedi di Pozzuoli e Padova. Non va in porto l'acquisizione della tedesca Arvato, controllata dal gruppo Bertelsmann: avrebbe dato vita al leader europeo nel settore; i tedeschi preferiscono invece una joint venture con il gruppo marocchino Saham.
Nel giugno 2019 rinnovo del vertice: Canturi diventa presidente, ad Alessandro Zunino l'incarico di amministratore delegato. Nel 2020, Maxime Didier è nominato nuovo amministratore delegato del Gruppo.
Nel giugno 2022, Intermediate Capital Group (società d'investimenti con sede nel Regno Unito) ha annunciato di voler acquisire il controllo esclusivo di Comdata.
Nel febbraio 2024, viene incorporata ufficialmente nella società di Business Process Outsourcing spagnola Konecta da cui prenderà la denominazione, il che porta alla fine del brand Comdata.

## Dati economici
Nel 2019 il gruppo ha raggiunto i 950 milioni di euro di fatturato, di cui 312 realizzati in Italia dove opera con 24 sedi (10.700 dipendenti).